# سینکوتانیک اسید
سینکوتانیک اسید (به انگلیسی: Cinchotannic acid) با فرمول شیمیایی C۲۸H۱۹O۱۷ (?) یک ترکیب شیمیایی است. 